# Ameiurus serracanthus
Ameiurus serracanthus es una especie de peces de la familia Ictaluridae en el orden de los Siluriformes.

## Morfología
• Los machos pueden llegar alcanzar los 28 cm de longitud total.

## Distribución geográfica
Se encuentran en Norteamérica: norte de Florida, sur de  Georgia y sureste de Alabama (Estados Unidos).